# Західний реабілітаційно – спортивний центр
Західний реабілітаційно-спортивний центр НКСІУ — відома інституція європейського рівня з реабілітації, фізичної культури і спорту людей з інвалідністю та центральна база з паралімпійської та дефлімпійської підготовки українських спортсменів з інвалідністю. Також в Західному центрі на високому рівні проводяться тренування та змагання спортсменів з олімпійських видів спорту.
Заклад створено у 2006 році та розташовано на території села Яворів Самбірського району Львівської області.                https://westsportcenter.com.ua/
Починаючи з першого року розбудови до усіх жилих та спортивних об’єктів Західного центру, а також до навколишньої території застосовано концепцію універсального дизайну з дотриманням принципу безбар’єрності - можливості безперешкодного пересування та проживання осіб з інвалідністю (відсутні сходи і пороги на вхідних групах і всередині в усі приміщення; наявні пандуси; у ванних і туалетних кімнатах присутні поручні; на об’єктах і території наявні звукові та світлові засоби орієнтування для осіб з порушеннями зору та слуху тощо).
В Західному центрі збудовані унікальні тренажерні зали, обладнані сучасними тренажерами, пристосованими для користування особами з інвалідністю усіх нозологій, в т. ч. тих, які пересуваються в кріслах колісних, з функцією відкидання крісла, що дає змогу для осіб з інвалідністю, займатись на тренажері не пересідаючи з крісла колісного.
Збудовано сертифікований біатлонний стадіон та лижні траси з філософією гомологації FIS, завдяки чому вони є універсальними, зокрема доступними і пристосованими для використання спортсменами-лижниками навіть з важкими порушеннями.
Закуплено спеціальні лижні та гірськолижні боби для осіб з інвалідністю з ураженням опорно-рухового апарату, в т. ч. тих, які пересуваються в кріслах колісних, для подолання лижних спусків.

## Історія
Західний реабілітаційно-спортивний центр НКСІУ створений відповідно до Указів Президента України№ 290/2006 «Про заходи щодо фізкультурно-спортивної реабілітації осіб з інвалідністю та підтримки паралімпійського і дефлімпійського руху в Україні», №553/2016 «Про заходи, спрямовані на забезпечення додержання прав осіб з інвалідністю», №93/2018 «Про створення умов для подальшого розвитку паралімпійського та дефлімпійського руху в Україні», згідно зі Статутом діє у відповідності до Цивільного кодексу України, Господарського кодексу України, Законів України «Про громадські об’єднання», «Про основи соціальної захищеності осіб з інвалідністю в Україні» та є підприємством, заснованим громадською організацією осіб з інвалідністю. 
Заклад має статус бази олімпійської, паралімпійської та дефлімпійської підготовки, і, відповідно, усі споруди, що збудовані та будуються на його території, відповідають стандартам європейського та світового рівня і використовуються для підготовки членів збірних команд України до участі у національних і міжнародних змаганнях, Олімпійських та Паралімпійських іграх..

## Діяльність
У 2014 році Західний Центр на своїй базі першим розпочав реабілітацію воїнів, які отримали поранення під час АТО. Сотні наших героїв, які постраждали, захищаючи Батьківщину, мали змогу отримати відповідну соціальну підтримку та реабілітацію в Західному центрі, оскільки протягом чотирьох років, за підтримки представництва НАТО в Україні та Агентства з міжнародного розвитку Уряду США (USAID) на базі Центру успішно реалізовувалися великі реабілітаційні програми: «Back to life» «ПОВЕРНЕННЯ ДО ЖИТТЯ» та Табори активної реабілітації за методикою шведської неурядової організації RG Aktiv Rehabilitering.
У програмах реабілітації Центру брали участь постраждалі українці, у тому числі ті, які отримали інвалідність внаслідок поранення, контузії або каліцтва, одержаних під час безпосередньої участі в антитерористичній операції, персонал сектору безпеки і оборони України.
В продовження розпочатої реабілітаційно-відновлювальної підтримки воїнів АТО та Операції Об'єднаних сил, фахівцями мультидисциплінарної команди Центру розроблено та на постійній основі впроваджуються реабілітаційні програми для людей, які перенесли черепно-мозкові травми, травми спинного мозку тощо. 
З початку повномасштабного вторгнення російської федерації, Західний Центр один із перших в Україні розпочав реабілітаційно-відновлювальну роботу для сотень постраждалих громадян, які втратили своє здоров’я, захищаючи незалежність і територіальну цілісність нашої країни. 
Застосовуючи індивідуальний підхід до кожного постраждалого, що є ключовим методом реабілітаційного процесу в Західному центрі, досягаються високі результати відновлення, навіть для людей з наслідками тяжких поранень, таких як черепно-мозкові травми, інсульти, спинномозкові травми. Незважаючи на контингент з сильним руховим дефіцитом, команда Центру успішно повертає таких постраждалих до активного цивільного життя самостійними та незалежними, а тих, хто проявляє особливу наполегливість та підходять за критеріями - залучає до спорту.
Західний центр має статус критично важливого для функціонування економіки та забезпечення життєдіяльності населення в особливий період підприємства та виконує наступні завдання, які мають важливе значення для галузі національної економіки у сфері фізичної культури і спорту:

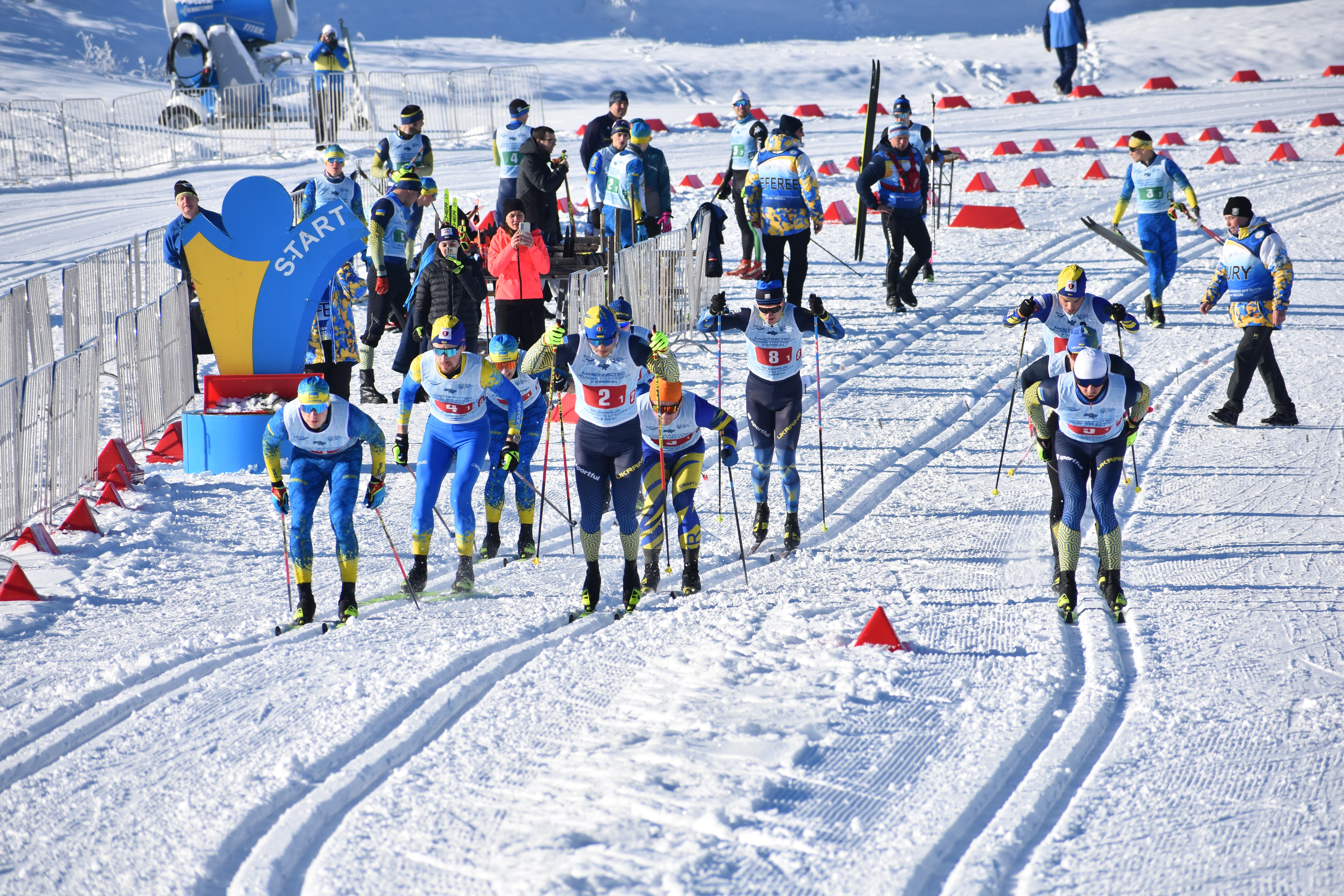

1. Забезпечення розвитку фізичної культури і спорту та/або олімпійського руху в Україні та/або неолімпійського спорту.
2. Забезпечення проведення заходів, включених до Єдиного календарного плану фізкультурно-оздоровчих, спортивних заходів та спортивних змагань України на відповідний рік.
3. Забезпечення підготовки спортсменів національних збірних команд з видів спорту, визнаних в Україні.
4. Забезпечення організації і проведення всеукраїнських заходів з фізичної культури, спорту та фізкультурно-спортивної реабілітації осіб з інвалідністю, військовослужбовців, а також функціонування баз паралімпійської та дефлімпійської підготовки.
На сьогодні постійними користувачами Західного центру є національні збірні команди України з олімпійських видів спорту таких як: лижні гонки, біатлон, триатлон, настільний теніс, гірськолижний спорт, велосипедний спорт, дзюдо, спортивне орієнтування, плавання, веслування на байдарках і каное, легка атлетика, стрільба з луку, тхеквондо, керлінг, шахи, лижні перегони та біатлон,  фристайл, а також спортсмени, у тому числі з інвалідністю, з паралімпійських та дефлімпійських зимових та літніх видів спорту, особи, які постраждали внаслідок військових дій.
У березні 2023 року у Західному реабілітаційно-спортивному центрі НКСІУ проходив чемпіонат України з лижних гонок серед юніорів, юніорок та молоді (U-23).